# كاو
كاو (20 أكتوبر 1968 ببرايا في الرأس الأخضر - ) هو لاعب كرة قدم برتغالي في مركز الوسط. شارك مع منتخب البرتغال تحت 20 سنة لكرة القدم ومنتخب البرتغال تحت 21 سنة لكرة القدم. أما مع النوادي، فقد لعب مع نادي بورتو ونادي ريو أفي وF.C. Felgueiras ‏ وسالجويروس ‏ ونادي ليسا ‏ ونادي تيرسينس ‏ وكامبومايورنسي ‏.

## وصلات خارجية
- كاو على موقع الاتحاد الدولي (مؤرشف)  (الإنجليزية)